# Lissonota flavovariegata
Lissonota flavovariegata là một loài tò vò trong họ Ichneumonidae.